# Ostende (Gemeinde Breitenfurt)
Ostende ist ein Ortsteil der Gemeinde Breitenfurt der Gemeinde Breitenfurt bei Wien, Niederösterreich, der nach der Topographischen Bezeichnung der Statistik Austria als Siedlung eingestuft wird.

## Geografie
Die Siedlung Ostende liegt am östlichen Ende des Gemeindegebietes an der Laaber Straße (B13). Im Franziszeischen Kataster von 1819 ist die Stelle als Weideland verzeichnet und unbewohnt.